# Tolvon
Château de Tolvon

Tolvon est un hameau de la commune de Saint-Étienne-de-Crossey, dans le département français de l'Isère. Ce hameau a été une commune éphémère créée à la Révolution française, absorbée par Saint-Étienne-de-Crossey avant 1794.
Le hameau est situé sur les pentes d'une butte homonyme sur laquelle se trouvent les ruines de l'ancien château médiéval de Tolvon.

## Géographie

### Situation
Rattaché à la commune de Saint-Étienne-de-Crossey, dont le bourg se situe plus au nord. Tolvon est plus précisément positionnée sur la pente sud de la colline de Tolvon, qui culmine à 686 mètres, et il fait face petit village de Vouise, sur la colline du même nom.
Le hameau, de par sa position remarquable, est visible depuis la vallée de l'Isère au niveau du bec de l'Échaillon, à la pointe septentrionale du massif du Vercors, mais il l'est aussi des premiers contreforts occidentaux du massif de la Chartreuse, marqué par le sommet de la Grande Sure. Ces quelques maisons, regroupées autour d'une petite église, dominent les gorges de la Morge, lesquelles entaillent assez profondément le plateau jurassien du Grand Ratz.

### Description
Le hameau bénéficie d'une exposition plein sud. Depuis Tolvon, comme depuis Voiron, on aperçoit la statue Notre-Dame de Vouise, située sur le sommet de la colline. Au sommet de la colline, une croix est plantée sur les contreforts de l'ancien château surplombant la vallée de l'Isère, château qui fut détruit par Richelieu.

### Géologie
Le village de Tolvon est accroché  au-dessus de l'entrée des gorges de la Morge, sur une butte  formée par la molasse miocène. À ce niveau, le cours d'eau décrit une courbe qui enveloppe l'extrémité septentrionale des affleurements d'une moraine conservé sur la butte de la Tivollière. De l'autre côté des gorges se situe, vers le nord-ouest, la butte de La Vouise.

## Toponymie
Selon le Dictionnaire des patois du Dauphiné, le nom de Tolvon serait lié à l'association su mot latin tolus (issu de l'hébreu tol) qui signifie « rondeur élevée » et du celtique von qui désigne une source ou une fontaine. Le nom du village signifie donc « Petite montagne arrondie d'où surgit une source  ».

## Histoire
Le site est dominé par un château, dont on trouve la première mention en 1107. En 1251, il appartient à Philippe de Savoie. Ce dernier, devenu comte, accorde de 1268 à 1285, aux habitants une charte de franchises.
Thibaud de Vienne, archevêque de cette ville dans la seconde moitié du Xe siècle et sa famille, installée dans ce même château, exerçaient probablement l'autorité vicomtale sur la région de Sermorens. Selon la Vita Theobaldi, citée par l'historien Georges de Manteyer (1901), le château serait le lieu de naissance du futur archevêque de Vienne, Thibaud, après 927.
Au XIIIe siècle, la chapelle du château fut dédiée à saint Denis et connut le développement d'un pèlerinage. Ce territoire fut dévolu au comte de Savoie avant de devenir dauphinois en 1355.
Au XIVe siècle, la paroisse de Tolvon abritait une cinquantaine d’habitants, mais celle de Saint-Etienne, situé en contrebas face aux gorges, s’était bien plus développée, en regroupait déjà 200 ou 300.
L'imposant château sommital fut démantelé en 1693, en application de la mesure générale, ordonnée par le cardinal de Richelieu, de démolition des châteaux et places fortes qui avaient servi à la résistance de l’aristocratie contre le pouvoir royal.

## Monuments et sites

### Château de Tolvon
Les ruines du château de Tolvon, propriété des comtes de Savoie, sont encore visibles au sommet de la colline qui domine le village. Juste avant son démantèlement sous Louis XIII, le château dominait l'emplacement d'une grande foire où il était coutume de consommer des châtaignes le jour de la Saint-Denis, soit le 9 octobre.
Selon Éric Tasset, auteur d'un ouvrage sur les châteaux forts de l'Isère, le château de Tolvon comprenait deux enceintes. Les vestiges permettent de bien comprendre la dimension et la nature des bâtiments comme la présence d'un donjon et d'une chapelle. Il existait également une basse-cour, mais externe car située à l'arrière du château et de son enceinte. Cette basse-cour (dont il reste très peu de traces) comprenait sa propre enceinte, elle était également séparée par un fossé et comprenait quelques maisons.

### Autres monuments
- L'église du bourg est mentionnée vers le début du XIIIe siècle (ecclesia de burgo Tulvonis, capella de Tulvone)[4].
- L'église St Denis-St Thibaut a été restaurée vers le milieu des années 1990. L'ancienne église est visible en dessus de cette dernière, à côté du cimetière, mais elle ne se visite pas.
- Croix de Saint-Denis sur la butte de Tolvon et diverses croix de mission

Quelques photos de divers sites et monuments du hameau de Tolvon
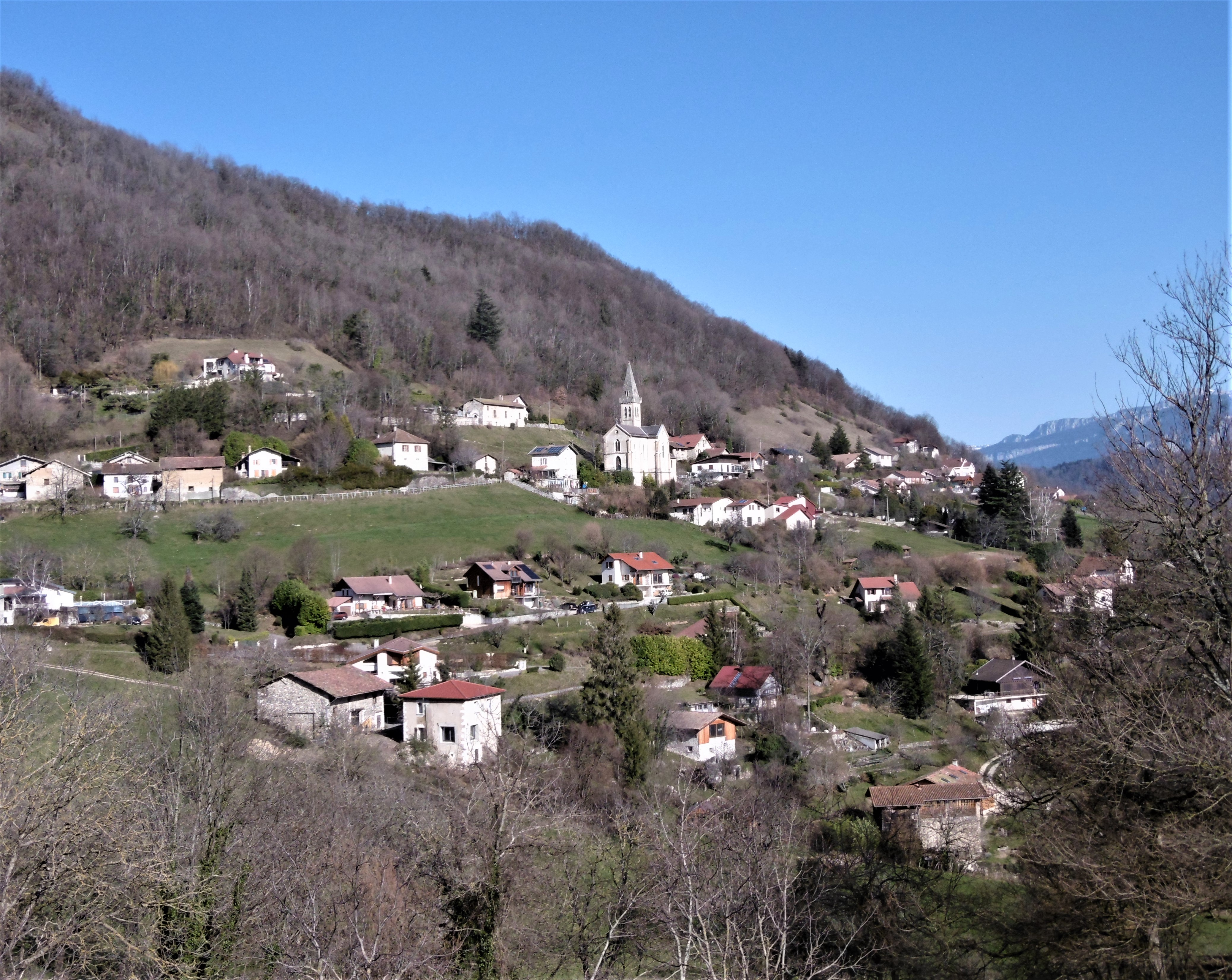
village de Tolvon
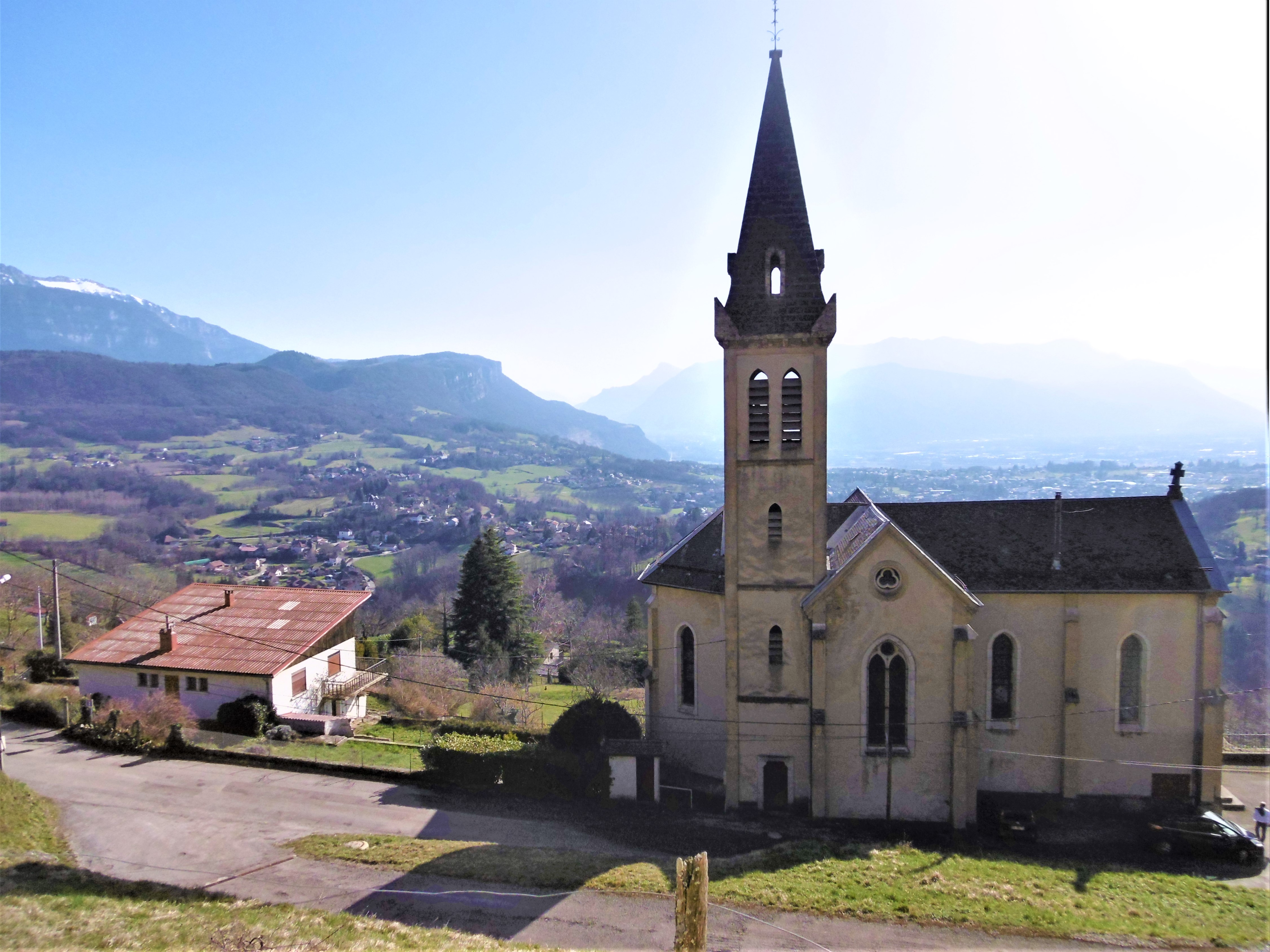
Église de Tolvon
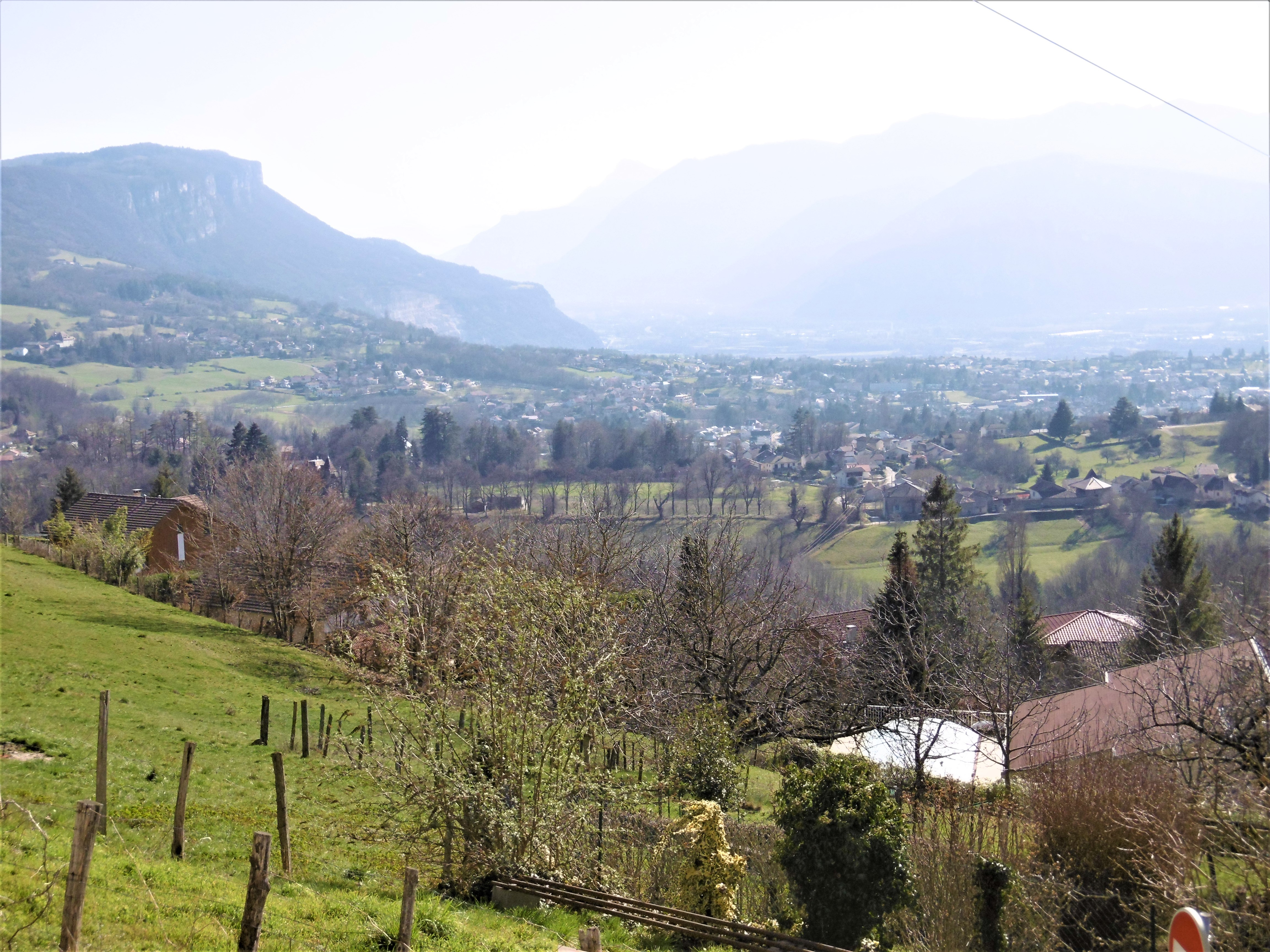
Vue sur la vallée depuis Tolvon
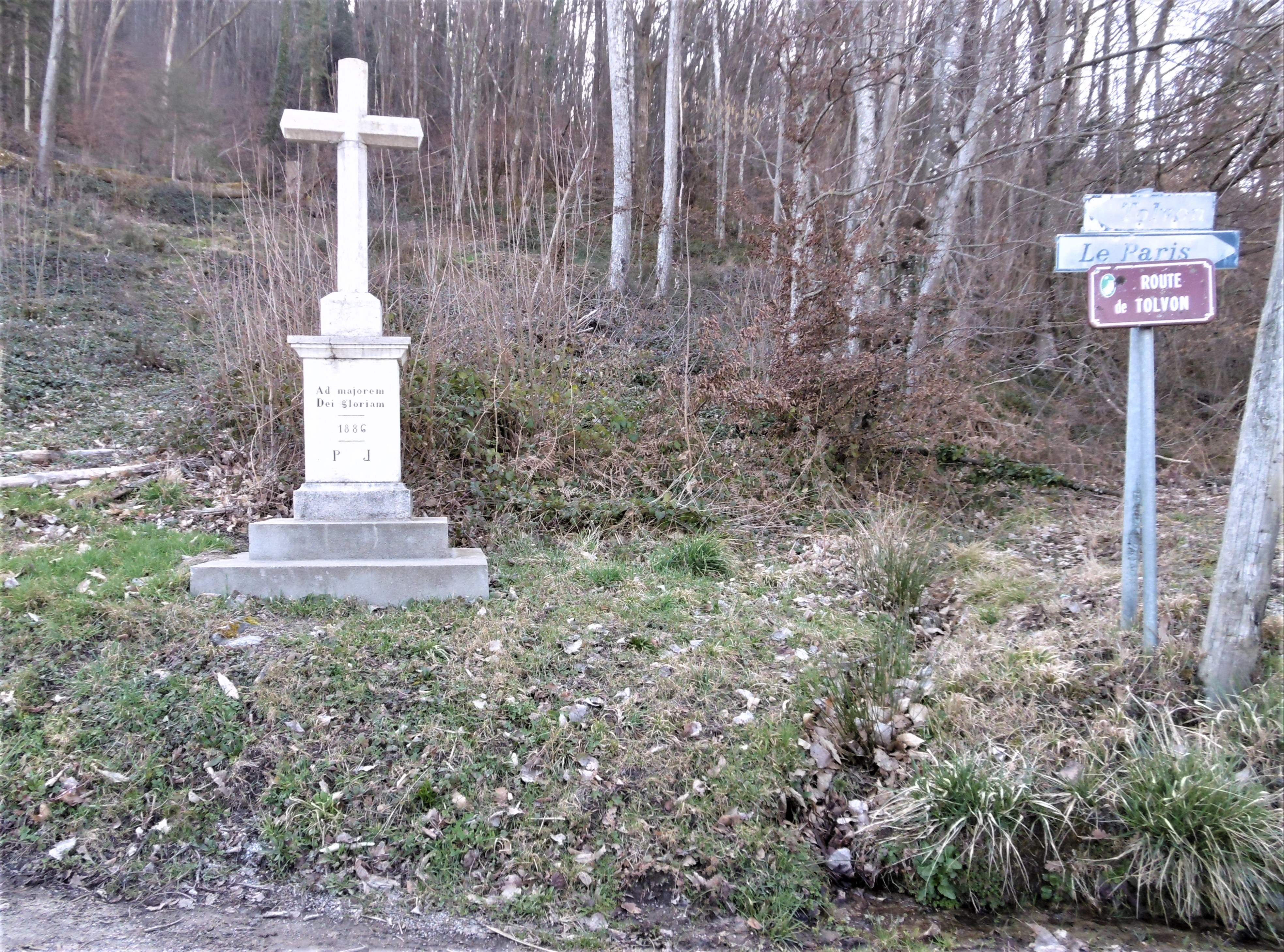
Croix des charettes sous Tolvon
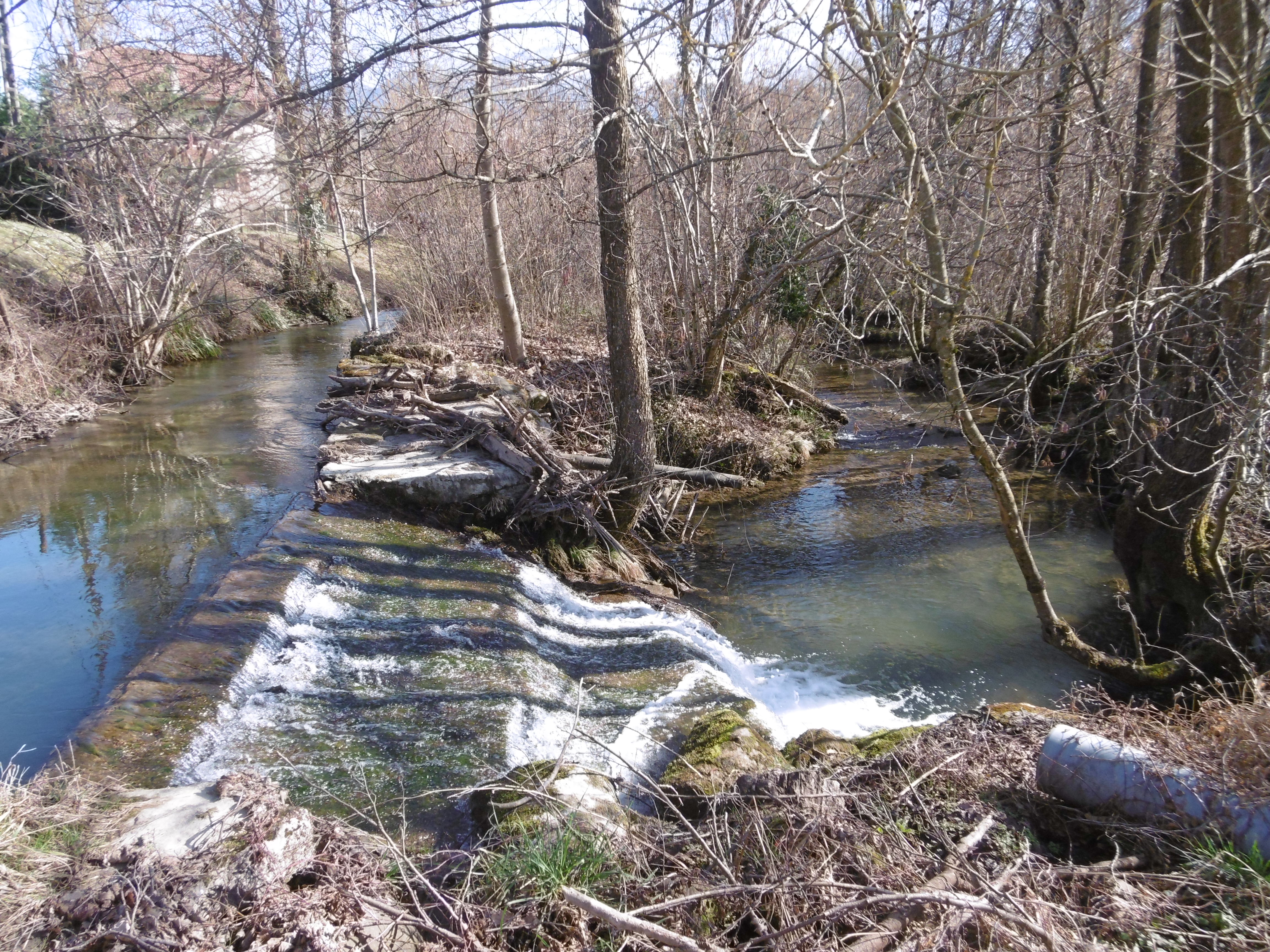
La Morge entre Tolvon et Saint-Étienne-de-Crossey